# Escudo de Burnaby
El escudo de armas de Burnaby fue originalmente otorgado a la Corporación del Distrito de Burnaby por la Autoridad Heráldica Canadiense en 1991, y luego confirmado para la ciudad de Burnaby en 2005 como sucesor de la Corporación. La concesión incluye el escudo completo de armas, así como una bandera y una insignia, ambas derivadas de las armas.

## Descripción
Cresta: Un yelmo de plata con un burelete y lambrequines de oro y azur cimado por una corona mural de plata y un león rampante de gules armado y linguado de azur que porta la bandera de la ciudad.
Escudo: Un campo terciado fajado de azur y oro con un águila explayada de plata y azur en su parte central.
Soportes: A la izquierda, un ciervo con un collar de flores de rododendro de gules y a la derecha una cierva con un collar idéntico.
Lema: BY RIVER AND SEA RISE BURNABY (inglés:Junto al río y el mar se levanta Burnaby).
- Datos: Q5138424